# ネプシス
ネプシス(ギリシャ語: νῆψις 、英語: nepsis) は、正教会キリスト教神学の概念である。これは覚醒または警戒を意味し、一定期間の魂の霊的浄化の後に獲得される注意力の覚醒状態を意味する。聖ヘシュキオス司祭（St. Hesychios the Priest）は、ネプシスを「心の入り口での思考の継続的な固定と停止」と定義している。明治期の日本正教会ではネプシスの翻訳として「儆醒（けいせい）」、「清醒（せいせい）」の語を用い、中国語では「警醒（けいせい）」の語を用いている。

## 語源
この用語は、新約聖書の ペテロの第一の手紙(5:8)、「身を慎み、目をさましていなさい。あなたがたの敵である悪魔が、ほえたけるししのように、食いつくすべきものを求めて歩き回っている。」に由来している。そこではネプシスが動詞の形で命令形で現れ、「警戒して目覚めなさい」という警戒と覚醒への緊急命令として現れる。

## 背景
おそらく正教会の修道院主義に最も関連しているものとして、 『フィロカリア（en:Philokalia）』にはネプシスへの無数の言及がなされている（ 『フィロカリア』の完全なタイトルは『ネプシス教父たちのフィロカリア』）。ネプシスとユダヤ教のデヴェクト(en:devekut)の間には類似点が描かれている。

## 禁欲主義との関係
正教会のキリスト教では、情念の腐敗との戦いは、魂を浄化するための禁欲的な努力（ギリシャ語からの禁欲主義：アスケシス「修行」en:Asceticism）を通じて行われる。より進んだ段階では、これには「知性(mind)を心(heart)に持ち込む」ことが含まれる（「知性(mind)」は、翻訳が難しいギリシャ語のヌース（νοῦς）の代わりに使用される。ここでは、人間が神との交わりに入る魂の能力を示している）。魂の浄化は、神の恵みの助けによってのみ達成され、キリストの戒めを履行するための努力、キリスト教正教会の聖なる神秘への参加、イエスへの祈りへの献身を含む個人的な祈りによって追求される。その努力とは、教会の暦に従って断食し、聖書と聖人たちの生涯を研究し、罪深い考えが罪深い行動、そして情念にならないようにその考えを注意深く見守ることであるとされている。
キリスト教信者が浄化されると、やがて彼は観想（テオーリア）または照明（イルミネーション）の段階に達する。この時から、瞑想的な生活が始まる。すべての禁欲的な実践は、キリスト教信者としての人生の目標を追求するための単なる手段として理解されなければならない。これは聖霊の獲得であり、テオシスと呼ばれ、人間の「神格化」を意味する。聖アタナシオスらによれば、「人間が神になることができるように、神（キリスト）は人間となった」という。